# Quercus platycalyx
Quercus platycalyx är en bokväxtart som beskrevs av Paul Robert Hickel och Aimée Antoinette Camus. Quercus platycalyx ingår i släktet ekar, och familjen bokväxter.
Artens utbredningsområde är Vietnam. Inga underarter finns listade.